# Handbal la Jocurile Olimpice de vară din 2020 – Turneul masculin - Echipele
Acest articol prezintă echipele care au luat parte la turneul de handbal masculin de la Jocurile Olimpice din 2020, desfășurat la Tokyo, Japonia, între 24 iulie și 7 august 2021.
Fiecare echipă a fost alcătuită din 15 handbaliști, din care doar 14 au putut fi înscriși pe foaia de joc. Jucătorii au putut fi înlocuiți fără restricții de la meci la meci.
Vârstele, legitimările la cluburi, selecțiile și golurile înscrise sunt cele valabile la debutul competiției, 24 iulie 2021.

## Grupa A

### Argentina
Echipa a fost anunțată pe 2 iulie 2021. Pe 31 iulie, Federico Pizarro a fost înlocuit cu Santiago Baronetto.
Antrenor principal:  Manolo Cadenas
| Nr. | Post            | Nume                | Data nașterii (vârsta) | Înălțime | Selecții | Goluri | Echipă               |
| --- | --------------- | ------------------- | ---------------------- | -------- | -------- | ------ | -------------------- |
| 2   | Extremă stânga  | Federico Fernández  | 17 octombrie 1989      | 1.91 m   | 186      | 686    | San Fernando HB      |
| 3   | Extremă dreapta | Federico Pizarro    | 7 septembrie 1986      | 1.83 m   | 217      | 703    | Ciudad Encantada     |
| 4   | Centru          | Sebastián Simonet   | 12 mai 1986            | 1.90 m   | 190      | 405    | SAG Villa Ballester  |
| 6   | Centru          | Diego Simonet       | 26 decembrie 1989      | 1.89 m   | 105      | 324    | Montpellier Handball |
| 7   | Extremă stânga  | Ignacio Pizarro     | 8 februarie 1990       | 1.78 m   | 58       | 161    | San Fernando HB      |
| 8   | Inter stânga    | Pablo Simonet       | 4 mai 1992             | 1.85 m   | 111      | 236    | Ciudad Encantada     |
| 9   | Extremă dreapta | Santiago Baronetto  | 27 octombrie 1992      | 1.87 m   | 57       | 156    | CB Villa De Aranda   |
| 11  | Pivot           | Lucas Moscariello   | 19 februarie 1992      | 1.90 m   | 68       | 146    | Montpellier Handball |
| 15  | Pivot           | Gonzalo Carou       | 15 august 1979         | 1.90 m   | 265      | 247    | Puerto Sagunto       |
| 19  | Centru          | Pedro Martinez Cami | 20 decembrie 1999      | 1.90 m   | 9        | 19     | CB Ademar León       |
| 20  | Extremă dreapta | Ramiro Martínez     | 22 iulie 1995          | 1.80 m   | 36       | 80     | Balonmano Sinfín     |
| 22  | Pivot           | Gastón Mouriño      | 12 octombrie 1994      | 1.92 m   | 43       | 69     | Don Cossacks SFEDU   |
| 23  | Extremă dreapta | Pablo Vainstein     | 18 iulie 1989          | 1.84 m   | 104      | 112    | BM Benidorm          |
| 40  | Portar          | Leonel Maciel       | 4 ianuarie 1989        | 1.92 m   | 88       | 11     | FC Barcelona         |
| 77  | Inter stânga    | Nicolás Bonanno     | 18 noiembrie 1991      | 1.98 m   | 56       | 56     | SCDR Anaitasuna      |
| 87  | Portar          | Juan Bar            | 29 iunie 1987          | 1.90 m   | 39       | 2      | SCDR Anaitasuna      |

### Brazilia
Echipa a fost anunțată pe 12 iulie 2021. Pe 28 iulie, José Toledo a fost înlocuit cu Henrique Teixeira.
Antrenor principal:  Marcus Oliveira
| Nr. | Post            | Nume                    | Data nașterii (vârsta) | Înălțime | Selecții | Goluri | Echipă                    |
| --- | --------------- | ----------------------- | ---------------------- | -------- | -------- | ------ | ------------------------- |
| 2   | Centru          | Henrique Teixeira       | 27 februarie 1989      | 1.92 m   | 131      | 203    | CSM București             |
| 4   | Centru          | João Silva              | 29 ianuarie 1994       | 1.90 m   | 64       | 114    | BM Puente Genil           |
| 5   | Extremă stânga  | Guilherme Torriani      | 6 februarie 1999       | 1.86 m   | 16       | 27     | HC Taubaté                |
| 10  | Inter dreapta   | José Toledo             | 11 ianuarie 1994       | 1.93 m   | 89       | 224    | CS Minaur Baia Mare       |
| 13  | Pivot           | Rogério Moraes Ferreira | 11 ianuarie 1994       | 2.04 m   | 44       | 98     | Lber de contract          |
| 14  | Inter stânga    | Thiagus Petrus          | 25 ianuarie 1989       | 1.98 m   | 152      | 228    | FC Barcelona              |
| 16  | Portar          | Rangel da Rosa          | 11 mai 1996            | 1.89 m   | 34       | 3      | CB Ciudad de Logroño      |
| 18  | Extremă stânga  | Felipe Borges           | 4 mai 1985             | 1.88 m   | 223      | 796    | US Créteil Handball       |
| 19  | Extremă dreapta | Fábio Chiuffa           | 10 martie 1989         | 1.87 m   | 157      | 404    | HC Dobrogea Sud Constanța |
| 25  | Pivot           | Vinícius Teixeira       | 3 aprilie 1988         | 1.88 m   | 146      | 551    | HC Taubaté                |
| 33  | Centru          | Leonardo Dutra          | 29 martie 1996         | 1.84 m   | 27       | 63     | CB Ciudad de Logroño      |
| 35  | Inter stânga    | Thiago Ponciano         | 8 mai 1994             | 1.93 m   | 39       | 26     | Ciudad Encantada          |
| 37  | Inter stânga    | Haniel Langaro          | 7 martie 1995          | 1.97 m   | 82       | 364    | FC Barcelona              |
| 62  | Portar          | Leonardo Terçariol      | 14 aprilie 1987        | 1.94 m   | 53       | 3      | BM Benidorm               |
| 77  | Extremă dreapta | Rudolph Hackbarth       | 10 martie 1994         | 1.89 m   | 51       | 126    | CB Ciudad de Logroño      |
| 95  | Inter dreapta   | Gustavo Rodrigues       | 9 aprilie 1995         | 1.90 m   | 47       | 115    | Chambéry Savoie Handball  |

### Franța
Echipa a fost anunțată pe 5 iulie 2021. Pe 2 august, Timothey N'Guessan a fost înlocuit cu Romain Lagarde.
Antrenor principal:  Guillaume Gille
| Nr. | Post            | Nume               | Data nașterii (vârsta) | Înălțime | Selecții | Goluri | Echipă                     |
| --- | --------------- | ------------------ | ---------------------- | -------- | -------- | ------ | -------------------------- |
| 5   | Centru          | Nedim Remili       | 18 iulie 1995          | 1.95 m   | 84       | 253    | Paris Saint-Germain        |
| 7   | Inter stânga    | Romain Lagarde     | 5 martie 1997          | 1.94 m   | 51       | 66     | Pays d'Aix Université Club |
| 9   | Inter dreapta   | Melvyn Richardson  | 31 ianuarie 1997       | 1.90 m   | 33       | 72     | FC Barcelona               |
| 10  | Inter dreapta   | Dika Mem           | 31 august 1997         | 1.94 m   | 67       | 181    | FC Barcelona               |
| 11  | Pivot           | Nicolas Tournat    | 5 aprilie 1994         | 2.00 m   | 47       | 66     | Łomża Vive Kielce          |
| 12  | Portar          | Vincent Gérard     | 16 decembrie 1986      | 1.89 m   | 112      | 16     | Paris Saint-Germain        |
| 13  | Inter stânga    | Nikola Karabatić   | 11 aprilie 1984        | 1.96 m   | 313      | 1210   | Paris Saint-Germain        |
| 14  | Centru          | Kentin Mahé        | 22 mai 1991            | 1.86 m   | 124      | 408    | Telekom Veszprém           |
| 16  | Portar          | Yann Genty         | 26 decembrie 1981      | 1.85 m   | 16       | 0      | Paris Saint-Germain        |
| 17  | Inter stânga    | Timothey N'Guessan | 18 septembrie 1992     | 1.96 m   | 87       | 175    | FC Barcelona               |
| 19  | Extremă dreapta | Luc Abalo          | 6 septembrie 1984      | 1.82 m   | 278      | 836    |                            |
| 21  | Extremă stânga  | Michaël Guigou     | 28 ianuarie 1982       | 1.80 m   | 298      | 1001   | USAM Nîmes Gard            |
| 22  | Pivot           | Luka Karabatić     | 19 aprilie 1988        | 2.02 m   | 112      | 131    | Paris Saint-Germain        |
| 23  | Pivot           | Ludovic Fabregas   | 1 iulie 1996           | 1.98 m   | 87       | 177    | FC Barcelona               |
| 25  | Extremă stânga  | Hugo Descat        | 16 august 1992         | 1.82 m   | 17       | 66     | Montpellier Handball       |
| 28  | Extremă dreapta | Valentin Porte     | 7 septembrie 1990      | 1.90 m   | 140      | 342    | Montpellier Handball       |

### Germania
Echipa a fost anunțată pe 30 iunie 2021.
Antrenor principal:  Alfreð Gíslason
| Nr. | Post            | Nume              | Data nașterii (vârsta) | Înălțime | Selecții | Goluri | Echipă                 |
| --- | --------------- | ----------------- | ---------------------- | -------- | -------- | ------ | ---------------------- |
| 1   | Portar          | Johannes Bitter   | 2 septembrie 1982      | 2.05 m   | 161      | 1      | HSV Hamburg            |
| 3   | Extremă stânga  | Uwe Gensheimer    | 26 octombrie 1986      | 1.88 m   | 196      | 945    | Rhein-Neckar Löwen     |
| 4   | Pivot           | Johannes Golla    | 5 noiembrie 1997       | 1.95 m   | 22       | 57     | SG Flensburg-Handewitt |
| 6   | Inter stânga    | Finn Lemke        | 30 aprilie 1992        | 2.10 m   | 82       | 31     | MT Melsungen           |
| 13  | Pivot           | Hendrik Pekeler   | 2 iulie 1991           | 2.03 m   | 114      | 194    | THW Kiel               |
| 15  | Centru          | Juri Knorr        | 9 mai 2000             | 1.90 m   | 11       | 13     | Rhein-Neckar Löwen     |
| 17  | Inter dreapta   | Steffen Weinhold  | 19 iulie 1986          | 1.91 m   | 129      | 307    | THW Kiel               |
| 20  | Inter stânga    | Philipp Weber     | 15 septembrie 1992     | 1.94 m   | 43       | 108    | SC Magdeburg           |
| 25  | Inter dreapta   | Kai Häfner        | 10 iulie 1989          | 1.92 m   | 104      | 228    | MT Melsungen           |
| 31  | Extremă stânga  | Marcel Schiller   | 15 august 1991         | 1.89 m   | 20       | 89     | Frisch Auf Göppingen   |
| 33  | Portar          | Andreas Wolff     | 3 martie 1991          | 1.98 m   | 102      | 13     | Łomża Vive Kielce      |
| 35  | Inter stânga    | Julius Kühn       | 1 aprilie 1993         | 1.98 m   | 76       | 246    | MT Melsungen           |
| 48  | Pivot           | Jannik Kohlbacher | 19 iulie 1995          | 1.93 m   | 75       | 158    | Rhein-Neckar Löwen     |
| 73  | Extremă dreapta | Timo Kastening    | 25 iunie 1995          | 1.80 m   | 27       | 89     | MT Melsungen           |
| 95  | Centru          | Paul Drux         | 7 februarie 1995       | 1.92 m   | 99       | 185    | Füchse Berlin          |

### Norvegia
Echipa a fost anunțată pe 3 iulie 2021. Pe 21 iulie, cu trei zile înainte de începerea turneului, s-a anuțat că Gøran Johannessen este accidentat și că a fost înlocuit cu Simen Holand Pettersen.
Antrenor principal:  Christian Berge
| Nr. | Post            | Nume                   | Data nașterii (vârsta) | Înălțime | Selecții | Goluri | Echipă                 |
| --- | --------------- | ---------------------- | ---------------------- | -------- | -------- | ------ | ---------------------- |
| 5   | Centru          | Sander Sagosen         | 14 septembrie 1995     | 1.95 m   | 121      | 601    | THW Kiel               |
| 8   | Pivot           | Bjarte Myrhol          | 29 mai 1982            | 1.92 m   | 257      | 795    | Lber de contract       |
| 10  | Centru          | Magnus Fredriksen      | 24 mai 1997            | 1.88 m   | 14       | 12     | HSG Wetzlar            |
| 11  | Pivot           | Petter Øverby          | 26 martie 1992         | 2.00 m   | 84       | 65     | HC Erlangen            |
| 12  | Portar          | Kristian Sæverås       | 22 iunie 1996          | 1.97 m   | 30       | 1      | SC DHfK Leipzig        |
| 15  | Inter dreapta   | Kent Robin Tønnesen    | 5 iunie 1991           | 1.95 m   | 114      | 297    | MOL-Pick Szeged        |
| 17  | Extremă stânga  | Magnus Jøndal          | 7 februarie 1988       | 1.81 m   | 171      | 552    | Lber de contract       |
| 19  | Extremă dreapta | Kristian Bjørnsen      | 10 ianuarie 1989       | 1.92 m   | 141      | 554    | Aalborg Håndbold       |
| 21  | Pivot           | Magnus Gullerud        | 13 noiembrie 1991      | 1.93 m   | 138      | 174    | SC Magdeburg           |
| 24  | Centru          | Christian O'Sullivan   | 22 august 1991         | 1.90 m   | 137      | 218    | SC Magdeburg           |
| 26  | Inter stânga    | Simen Holand Pettersen | 8 aprilie 1998         | 1.92 m   | 6        | 5      | Elverum Håndball       |
| 27  | Inter dreapta   | Harald Reinkind        | 17 august 1992         | 1.96 m   | 121      | 246    | THW Kiel               |
| 30  | Portar          | Torbjørn Bergerud      | 16 iulie 1994          | 2.00 m   | 99       | 0      | GOG Håndbold           |
| 44  | Extremă dreapta | Kevin Gulliksen        | 9 noiembrie 1996       | 1.80 m   | 49       | 81     | Frisch Auf Göppingen   |
| 77  | Inter dreapta   | Magnus Abelvik Rød     | 7 iulie 1997           | 2.03 m   | 59       | 118    | SG Flensburg-Handewitt |

### Spania
Echipa a fost anunțată pe 14 iulie 2021. Pe 29 iulie, Viran Morros a fost înlocuit cu Miguel Sánchez-Migallón.
Antrenor principal:  Jordi Ribera
| Nr. | Post            | Nume                    | Data nașterii (vârsta) | Înălțime | Selecții | Goluri | Echipă               |
| --- | --------------- | ----------------------- | ---------------------- | -------- | -------- | ------ | -------------------- |
| 1   | Portar          | Gonzalo Pérez de Vargas | 10 ianuarie 1991       | 1.89 m   | 113      | 10     | FC Barcelona         |
| 3   | Inter dreapta   | Eduardo Gurbindo        | 8 noiembrie 1987       | 1.95 m   | 121      | 167    | RK Vardar            |
| 5   | Inter dreapta   | Jorge Maqueda           | 6 februarie 1988       | 1.97 m   | 139      | 353    | Telekom Veszprém     |
| 6   | Extremă stânga  | Ángel Fernández         | 16 septembrie 1988     | 1.93 m   | 60       | 180    | FC Barcelona         |
| 9   | Centru          | Raúl Entrerríos         | 12 februarie 1981      | 1.88 m   | 269      | 618    | Lber de contract     |
| 10  | Inter dreapta   | Alex Dujshebaev         | 17 decembrie 1992      | 1.88 m   | 99       | 264    | Łomża Vive Kielce    |
| 11  | Centru          | Daniel Sarmiento        | 25 august 1983         | 1.88 m   | 120      | 244    | Saint-Raphaël        |
| 12  | Portar          | Rodrigo Corrales        | 24 ianuarie 1991       | 2.00 m   | 72       | 3      | Telekom Veszprém     |
| 13  | Pivot           | Julen Aguinagalde       | 8 decembrie 1982       | 1.96 m   | 197      | 470    | CD Bidasoa           |
| 14  | Extremă dreapta | Ferran Solé             | 25 august 1992         | 1.93 m   | 50       | 213    | Paris Saint-Germain  |
| 17  | Pivot           | Adrià Figueras          | 8 decembrie 1988       | 1.93 m   | 78       | 186    | C' Chartres MHB      |
| 24  | Inter stânga    | Viran Morros            | 15 decembrie 1983      | 1.99 m   | 228      | 166    | Füchse Berlin        |
| 26  | Inter stânga    | Antonio García Robledo  | 6 martie 1984          | 1.93 m   | 78       | 145    | BM Granollers        |
| 28  | Extremă dreapta | Aleix Gómez             | 7 mai 1997             | 1.84 m   | 35       | 118    | FC Barcelona         |
| 30  | Pivot           | Gedeón Guardiola        | 1 octombrie 1984       | 1.98 m   | 147      | 177    | TBV Lemgo            |
| 51  | Extremă stânga  | Miguel Sánchez-Migallón | 8 februarie 1995       | 2.02 m   | 4        | 4      | CB Ciudad de Logroño |

## Grupa B

### Bahrein
Echipa a fost anunțată pe 11 iulie 2021. Pe 27 iulie, Komail Mahfoodh a fost înlocuit cu Bilal Basham Askani.
Antrenor principal:  Aron Kristjánsson
| Nr. | Post            | Nume                | Data nașterii (vârsta) | Înălțime | Selecții | Goluri | Echipă      |
| --- | --------------- | ------------------- | ---------------------- | -------- | -------- | ------ | ----------- |
| 1   | Portar          | Husain Mahfoodh     | 29 iunie 2001          | 1.86 m   | 51       | 5      | Al-Ahli     |
| 3   | Pivot           | Ali Abdulla Eid     | 18 ianuarie 1991       | 1.75 m   | 69       | 125    | Al-Najma    |
| 8   | Inter dreapta   | Hassan Mirza        | 18 iunie 1998          | 1.65 m   | 30       | 26     | Al-Tadhamun |
| 9   | Extremă stânga  | Hasan Al-Samahiji   | 22 februarie 1991      | 1.77 m   | 72       | 253    | Al-Ahli     |
| 15  | Inter dreapta   | Mohamed Abdulredha  | 27 septembrie 1989     | 1.86 m   | 64       | 92     | Al-Ahli     |
| 18  | Extremă dreapta | Ahmed Jalal         | 31 ianuarie 1998       | 1.68 m   | 74       | 137    | Al-Shabab   |
| 19  | Pivot           | Mohamed Merza       | 17 aprilie 1987        | 1.84 m   | 89       | 158    | Al-Najma    |
| 21  | Portar          | Mohamed Abdulhusain | 12 august 1989         | 1.75 m   | 259      | 15     | Al-Najma    |
| 27  | Extremă dreapta | Bilal Basham Askani | 7 aprilie 1991         | 1.65 m   | 75       | 110    | Al-Najma    |
| 50  | Centru          | Ahmed Al-Maqabi     | 26 octombrie 1994      | 1.75 m   | 78       | 103    | Qadsia      |
| 66  | Inter stânga    | Komail Mahfoodh     | 28 aprilie 1992        | 1.89 m   | 74       | 137    | Al-Najma    |
| 77  | Inter dreapta   | Ali Merza           | 7 iulie 1988           | 1.80 m   | 159      | 433    | Al-Najma    |
| 89  | Extremă stânga  | Mahdi Saad          | 15 martie 1989         | 1.73 m   | 129      | 270    | Al-Najma    |
| 93  | Inter dreapta   | Mohamed Habib       | 20 iulie 1993          | 1.65 m   | 300      | 250    | Mudhar      |
| 95  | Centru          | Mohamed Mohamed     | 7 februarie 2001       | 1.75 m   | 300      | 120    | Al-Najma    |
| 99  | Centru          | Husain Al-Sayyad    | 14 ianuarie 1988       | 1.75 m   | 482      | 1200   | Al-Najma    |

### Danemarca
Echipa a fost anunțată pe 1 iulie 2021.
Antrenor principal:  Nikolaj Jacobsen
| Nr. | Post            | Nume                   | Data nașterii (vârsta) | Înălțime | Selecții | Goluri | Echipă                 |
| --- | --------------- | ---------------------- | ---------------------- | -------- | -------- | ------ | ---------------------- |
| 1   | Portar          | Niklas Landin Jacobsen | 19 decembrie 1988      | 2.01 m   | 224      | 10     | THW Kiel               |
| 4   | Extremă stânga  | Magnus Landin Jacobsen | 20 august 1995         | 1.97 m   | 78       | 163    | THW Kiel               |
| 7   | Extremă stânga  | Emil Jakobsen          | 24 ianuarie 1998       | 1.90 m   | 15       | 58     | SG Flensburg-Handewitt |
| 15  | Pivot           | Magnus Saugstrup       | 12 iulie 1996          | 1.95 m   | 29       | 55     | SC Magdeburg           |
| 17  | Extremă dreapta | Lasse Svan             | 31 august 1983         | 1.85 m   | 227      | 536    | SG Flensburg-Handewitt |
| 20  | Portar          | Kevin Møller           | 20 iunie 1989          | 2.00 m   | 40       | 5      | SG Flensburg-Handewitt |
| 21  | Centru          | Henrik Møllgaard       | 2 ianuarie 1985        | 1.97 m   | 171      | 178    | Aalborg Håndbold       |
| 22  | Centru          | Mads Mensah Larsen     | 12 august 1991         | 1.88 m   | 149      | 275    | SG Flensburg-Handewitt |
| 23  | Pivot           | Henrik Toft Hansen     | 18 decembrie 1986      | 2.00 m   | 131      | 234    | Paris Saint-Germain    |
| 24  | Inter stânga    | Mikkel Hansen          | 22 octombrie 1987      | 1.92 m   | 222      | 1121   | Paris Saint-Germain    |
| 25  | Centru          | Morten Olsen           | 11 octombrie 1984      | 1.84 m   | 110      | 214    | GOG Håndbold           |
| 26  | Extremă dreapta | Jóhan Hansen           | 1 mai 1994             | 1.90 m   | 44       | 95     | TSV Hannover-Burgdorf  |
| 28  | Inter stânga    | Lasse Andersson        | 11 martie 1994         | 1.90 m   | 44       | 52     | Füchse Berlin          |
| 32  | Inter stânga    | Jacob Holm             | 5 septembrie 1995      | 1.94 m   | 39       | 100    | Füchse Berlin          |
| 33  | Inter dreapta   | Mathias Gidsel         | 8 februarie 1999       | 1.90 m   | 16       | 68     | GOG Håndbold           |

### Egipt
Echipa a fost anunțată pe 12 iulie 2021.
Antrenor principal:  Roberto García Parrondo
| Nr. | Post            | Nume                   | Data nașterii (vârsta) | Înălțime | Selecții | Goluri | Echipă               |
| --- | --------------- | ---------------------- | ---------------------- | -------- | -------- | ------ | -------------------- |
| 5   | Inter dreapta   | Yahia Omar             | 9 septembrie 1997      | 1.94 m   | 52       | 171    | Telekom Veszprém     |
| 15  | Inter stânga    | Ahmed Hesham           | 15 mai 2000            | 1.91 m   | 9        | 15     | USAM Nîmes Gard      |
| 24  | Pivot           | Ibrahim El-Masry       | 11 martie 1989         | 1.92 m   | 249      | 74     | Al Ahly              |
| 25  | Pivot           | Wisam Nawar            | 14 februarie 1990      | 1.84 m   | 109      | 42     | Zamalek              |
| 31  | Extremă stânga  | Omar El-Wakil          | 14 mai 1988            | 1.74 m   | 205      | 264    | Zamalek              |
| 39  | Inter stânga    | Yehia El-Deraa         | 17 iulie 1995          | 1.92 m   | 143      | 264    | Zamalek              |
| 42  | Inter stânga    | Hassan Kaddah          | 1 mai 2000             | 2.05 m   | 39       | 38     | Zamalek              |
| 45  | Centru          | Seif El-Deraa          | 19 septembrie 1998     | 1.87 m   | 39       | 66     | Zamalek              |
| 66  | Inter dreapta   | Ahmed El-Ahmar         | 27 ianuarie 1984       | 1.86 m   | 322      | 1425   | Zamalek              |
| 80  | Pivot           | Ahmed Mesilhy          | 25 noiembrie 1994      | 1.84 m   | 12       | 6      | Al Ahly              |
| 88  | Portar          | Karim Handawy          | 1 mai 1988             | 1.88 m   | 163      | 0      | RK Eurofarm Pelister |
| 89  | Pivot           | Mohamed Mamdouh Shebib | 1 aprilie 1989         | 1.94 m   | 244      | 288    | Dinamo București     |
| 90  | Inter stânga    | Ali Zein               | 14 decembrie 1990      | 1.93 m   | 299      | 409    | FC Barcelona         |
| 91  | Extremă dreapta | Mohammad Sanad         | 16 ianuarie 1991       | 1.88 m   | 152      | 373    | USAM Nîmes Gard      |
| 96  | Portar          | Mohamed El-Tayar       | 7 aprilie 1996         | 1.91 m   | 49       | 0      | Al Ahly              |

### Japonia
Echipa a fost anunțată pe 8 iulie 2021.
Antrenor principal:  Dagur Sigurðsson
| Nr. | Post            | Nume              | Data nașterii (vârsta) | Înălțime | Selecții | Goluri | Echipă                  |
| --- | --------------- | ----------------- | ---------------------- | -------- | -------- | ------ | ----------------------- |
| 10  | Extremă stânga  | Naoki Sugioka     | 18 aprilie 1994        | 1.77 m   | 33       | 37     | Toyota Auto Body        |
| 12  | Portar          | Yuta Iwashita     | 21 iunie 1991          | 1.83 m   | 20       | 1      | Toyota Boshoku Kyushu   |
| 13  | Pivot           | Kenya Kasahara    | 15 mai 1988            | 1.97 m   | 77       | 64     | Toyota Auto Body        |
| 15  | Inter stânga    | Adam Yuki Baig    | 12 aprilie 1999        | 1.94 m   | 43       | 79     | Chuo University         |
| 18  | Inter stânga    | Kohei Narita      | 15 iunie 1989          | 1.91 m   | 93       | 136    | Wakunaga Pharmaceutical |
| 19  | Inter dreapta   | Shinnosuke Tokuda | 6 decembrie 1995       | 1.78 m   | 63       | 224    | Toyoda Gosei            |
| 20  | Inter dreapta   | Jin Watanabe      | 17 ianuarie 1990       | 1.83 m   | 95       | 305    | Toyota Auto Body        |
| 21  | Extremă stânga  | Remi Anri Doi     | 28 septembrie 1989     | 1.80 m   | 60       | 145    | Zeekstar Tokyo          |
| 22  | Portar          | Motoki Sakai      | 10 noiembrie 1995      | 1.92 m   | 25       | 3      | Toyoda Gosei            |
| 25  | Extremă dreapta | Hiroki Motoki     | 14 februarie 1992      | 1.82 m   | 86       | 235    | Osaki Osol              |
| 31  | Inter stânga    | Tatsuki Yoshino   | 13 iulie 1994          | 1.83 m   | 46       | 181    | Toyota Auto Body        |
| 33  | Centru          | Yuto Agarie       | 6 iulie 1993           | 1.83 m   | 69       | 238    | Zeekstar Tokyo          |
| 38  | Centru          | Kotaro Mizumachi  | 13 martie 1995         | 1.83 m   | 8        | 12     | Toyoda Gosei            |
| 41  | Inter dreapta   | Rennosuke Tokuda  | 15 mai 1998            | 1.80 m   | 11       | 20     | Grupa Azoty Tarnów      |
| 43  | Pivot           | Shuichi Yoshida   | 26 martie 2001         | 1.91 m   | 10       | 23     | Grupa Azoty Tarnów      |

### Portugalia
Echipa a fost anunțată pe 13 iulie 2021.
Antrenor principal:  Paulo Pereira
| Nr. | Post            | Nume               | Data nașterii (vârsta) | Înălțime | Selecții | Goluri | Echipă                      |
| --- | --------------- | ------------------ | ---------------------- | -------- | -------- | ------ | --------------------------- |
| 4   | Extremă dreapta | Pedro Portela      | 6 ianuarie 1990        | 1.86 m   | 90       | 295    | Tremblay-en-France Handball |
| 5   | Inter stânga    | Gilberto Duarte    | 6 iulie 1990           | 1.97 m   | 101      | 295    | Montpellier Handball        |
| 8   | Pivot           | Victor Iturriza    | 22 mai 1990            | 1.93 m   | 15       | 51     | FC Porto                    |
| 9   | Inter dreapta   | João Ferraz        | 8 ianuarie 1990        | 1.98 m   | 94       | 156    | HSC Suhr Aarau              |
| 10  | Centru          | Miguel Martins     | 4 noiembrie 1997       | 1.92 m   | 56       | 129    | MOL-Pick Szeged             |
| 14  | Centru          | Rui Silva          | 28 aprilie 1993        | 1.86 m   | 93       | 147    | FC Porto                    |
| 15  | Pivot           | Daymaro Salina     | 1 septembrie 1987      | 2.00 m   | 57       | 100    | FC Porto                    |
| 16  | Portar          | Humberto Gomes     | 1 ianuarie 1978        | 1.93 m   | 85       | 0      | Póvoa AC                    |
| 22  | Pivot           | Alexis Borges      | 6 octombrie 1991       | 1.96 m   | 39       | 65     | S.L. Benfica                |
| 23  | Extremă stânga  | Diogo Branquinho   | 25 iulie 1994          | 1.85 m   | 55       | 130    | FC Porto                    |
| 25  | Extremă dreapta | António Areia      | 21 iunie 1990          | 1.90 m   | 58       | 163    | FC Porto                    |
| 27  | Inter stânga    | André Gomes        | 27 iulie 1998          | 1.92 m   | 32       | 82     | FC Porto                    |
| 41  | Portar          | Gustavo Capdeville | 31 august 1997         | 1.90 m   | 14       | 0      | S.L. Benfica                |
| 82  | Pivot           | Luís Frade         | 11 septembrie 1998     | 1.94 m   | 29       | 38     | FC Barcelona                |
| 88  | Inter stânga    | Fábio Magalhães    | 12 martie 1988         | 1.94 m   | 152      | 315    | FC Porto                    |

### Suedia
Echipa a fost anunțată pe 18 iunie 2021. Anton Lindskog a fost adăugat după ce numărul admisibil de handbaliști într-o echipă a fost mărit de la 14 la 15.
Antrenor principal:  Glenn Solberg
| Nr. | Post            | Nume                 | Data nașterii (vârsta) | Înălțime | Selecții | Goluri | Echipă                  |
| --- | --------------- | -------------------- | ---------------------- | -------- | -------- | ------ | ----------------------- |
| 2   | Inter stânga    | Jonathan Carlsbogård | 19 aprilie 1995        | 1.95 m   | 18       | 37     | TBV Lemgo               |
| 5   | Pivot           | Max Darj             | 27 septembrie 1991     | 1.92 m   | 78       | 62     | Bergischer HC           |
| 10  | Extremă dreapta | Niclas Ekberg        | 23 decembrie 1988      | 1.91 m   | 183      | 758    | THW Kiel                |
| 11  | Extremă dreapta | Daniel Pettersson    | 6 mai 1992             | 1.79 m   | 45       | 121    | SC Magdeburg            |
| 12  | Portar          | Andreas Palicka      | 10 iulie 1986          | 1.89 m   | 122      | 9      | Rhein-Neckar Löwen      |
| 15  | Extremă stânga  | Hampus Wanne         | 10 decembrie 1993      | 1.85 m   | 47       | 155    | SG Flensburg-Handewitt  |
| 16  | Portar          | Mikael Aggefors      | 20 ianuarie 1985       | 1.91 m   | 35       | 0      | Aalborg Håndbold        |
| 18  | Pivot           | Fredric Pettersson   | 11 februarie 1989      | 2.01 m   | 72       | 96     | Fenix Toulouse Handball |
| 19  | Centru          | Felix Claar          | 5 ianuarie 1997        | 1.92 m   | 25       | 39     | Aalborg Håndbold        |
| 22  | Extremă stânga  | Lucas Pellas         | 28 august 1995         | 1.84 m   | 32       | 98     | Montpellier HB          |
| 23  | Inter dreapta   | Albin Lagergren      | 11 septembrie 1992     | 1.86 m   | 63       | 185    | Rhein-Neckar Löwen      |
| 24  | Centru          | Jim Gottfridsson     | 2 septembrie 1992      | 1.91 m   | 107      | 349    | SG Flensburg-Handewitt  |
| 27  | Inter stânga    | Oskar Sunnefeldt     | 21 aprilie 1998        | 1.98 m   | 13       | 14     | SC DHfK Leipzig         |
| 33  | Inter dreapta   | Lukas Sandell        | 3 februarie 1997       | 1.92 m   | 13       | 32     | Aalborg Håndbold        |
| 66  | Pivot           | Anton Lindskog       | 7 decembrie 1993       | 1.98 m   | 28       | 17     | SG Flensburg-Handewitt  |